# كيو في سي
كيو في سي هي قناة تلفزيونية مجانية أمريكية متخصصة في تسويق المنتجات المنزلية وتبث لحوالي 350 مليون منزل حول العالم.